# 梅澤幸子
梅澤 幸子（うめざわ さちこ、1972年 - ）は、日本の陶芸（練上）作家。公益社団法人　日本工芸会　準会員

## 経歴
1972年、静岡県富士市に生まれる。
2009年〜2013年、陶芸家室伏英治氏の助手を経て独立、2015年、studio rippleを開設し、今に至る。

## 作風
練上技法を用いて従来に無い素材の選択や成形方法で制作、「透光磁練上」（とうこうじねりあげ）と名付け制作し、透過性の高い磁土と不透過な土を組み合わす事で模様を作り出している。「透光磁練上」（とうこうじねりあげ）は、日本の練上技法である。
neriage technique . 
Production in the selection and molding method of no material to conventional neriage.
Is a pattern created with a combination of porcelain clay and impermeable clay of high permeability .

## 入選・受賞歴
＜入選＞日本陶芸展、日本伝統工芸展、東海伝統工芸展、陶美展、現代茶陶展、庄六賞茶盌展、新匠工芸展、テーブルウェア大賞　　　　　　　 　
＜受賞＞菊池ビエンナーレ、東海伝統工芸展、萩大賞展